# Optimum der Römerzeit

Der rekonstruierte globale Temperaturverlauf der letzten zweitausend Jahre gibt keine Hinweise auf eine weltweit gleichzeitig eingetretene, mehrere Jahrzehnte anhaltende römische Warmzeit

Als Optimum der Römerzeit (auch Römische Warmzeit oder Klimaoptimum der Römerzeit, engl. Roman Climate Optimum, RCO) werden in verschiedenen Periodisierungen der Klimageschichte klimatische Verhältnisse in Zeiträumen bezeichnet, die einige Jahrzehnte oder Jahrhunderte vor unserer Zeitrechnung beginnen und irgendwann zwischen dem zweiten und fünften Jahrhundert unserer Zeitrechnung enden. Räumlich sind damit in der Regel die Klimaverhältnisse des Mittelmeerraums und Europas, gelegentlich auch des Nordatlantikraums oder anderer Teile der Welt gemeint. Die Bezeichnung nimmt Bezug auf das Römische Reich, dessen Kaiserzeit (27 v. Chr. – 284 n. Chr.) größtenteils in diese Zeiträume fällt. Häufig wird ein Zusammenhang zwischen den klimatischen Verhältnissen und den als prosperierend angesehenen Verhältnissen im Römischen Reich jener Zeit hergestellt.

## Begriff und Abgrenzung

Entwicklung der Schneegrenze westnorwegischer Gletscher im Holozän, nach Liestøl (1960), mit einem kleinen Optimum in „römischer Zeit“; Skizze und Bezeichnung wurden von Schwarzbach 1961 und Flohn 1967 in Zusammenfassungen holozäner Klimaschwankungen aufgegriffen

Beginnend in den 1960er Jahren, in der Frühzeit der Historischen Klimatologie, schlugen Pioniere dieses Zweiges, wie Hubert Lamb oder Emmanuel Le Roy Ladurie, Periodisierungen der Klimageschichte vor, die sie mit Epochen der traditionellen europäischen Geschichtsschreibung in Verbindung brachten.
Die Geologen George H. Denton und Vibjörn Karlén machten 1973 für den Zeitraum 450 v. Chr. – 1200 n. Chr. Gletscherrückgänge in der Eliaskette (Alaska) und in Lappland aus. Sie nannten diese Phase Roman Empire-Middle Ages warm interval („warme Zwischenzeit des Römischen Reiches-Mittelalters“).
Der Klimatologe Christian-Dietrich Schönwiese entwarf 1979, unter Rückgriff auf Arbeiten von Hubert Lamb und Hermann Flohn, eine Periodisierung der Klimageschichte des Holozän. Darin kennzeichnete er mit dem Begriff „Optimum der Römerzeit“ – unter Verweis auf die Klimaverhältnisse im Alpenraum und in Nordafrika – eine Epoche von 300 v. Chr. bis 400 n. Chr. als niederschlagsreich und ähnlich warm oder wärmer als die Mittelalterliche Warmzeit. Er zog Parallelen zur römischen Kaiserzeit von Augustus (31 v. Chr. – 14 n. Chr.) bis zur größten Ausdehnung des Römischen Reiches (96 n. Chr. – 180 n. Chr.). Schönwiese wies ausdrücklich darauf hin, dass der Begriff „Optimum“ nicht im Sinn „global besserer Klimabedingungen“ bzw. als in einem normativen Sinn „gut“ fehlinterpretiert werden dürfe. In der Periodisierung, wie sie bei Schönwiese zu finden ist, folgt auf das Optimum der Römerzeit das Pessimum der Völkerwanderungszeit. Daran schließt eine mittelalterliche Warmzeit mit, auf der Nordhalbkugel, wieder etwas höheren Durchschnittstemperaturen.
Reid Bryson betrachtete in einer Arbeit 1988 den Zeitraum 350 v. Chr. – 500 n. Chr. als römisches Optimum.
Auch in der Forschung des 21. Jahrhunderts wird der Begriff noch gebraucht. Der Historiker Peregrine Horden bezeichnet in einer klimahistorischen Zusammenfassung der mediterranen Antike die Zeit 200 v. Chr. – 135 n. Chr. auch als Roman warm period („römische Warmzeit“). Der Schweizer Klimatologe Heinz Wanner identifiziert anhand für einen zentralen Standort auf Grönland rekonstruierten Schneeoberflächentemperaturen ein „eisen-/römerzeitliches Optimum“, das von 400 v. Chr. bis etwa 50 n. Chr. reicht.
Der US-amerikanische Historiker Kyle Harper gliederte 2017 den Zeitraum von römischer Kaiserzeit bis Spätantike in die Epochen:
- Roman Climate Optimum, RCO („Römisches Klimaoptimum“, 200 v. Chr. – 150 n. Chr.),
- Late Roman Transitional Period, LRT („Römische Übergangsperiode“, 150 n. Chr. – 450 n. Chr.)[14] und
- Late Antique Little Ice Age, LALIA („Spätantike Kleine Eiszeit“, 450 n. Chr. – 700 n. Chr.)[15].

Anhand dieser Gliederung skizziert er Entwicklung und Krisen des Römischen Reiches und stellt Zusammenhänge zwischen Seuchen (Antoninische Pest, Cyprianische Pest, Justinianische Pest), Klimaschwankungen und den geschichtlichen Entwicklungen her.
Der Historiker John Haldon und andere merkten 2018 an, dass eine derartige Einteilung der Klimageschichte und ihrer Folgen zwar rhetorischen Wert habe, aber der Komplexität des vorliegenden Materials nicht gerecht werde. Eine solche Epochenbildung werde in der Forschung allmählich aufgegeben.

## Klimatische Verhältnisse

### Global und Nordhemisphäre
Vor etwa 5000 Jahren begann, besonders in den mittleren und hohen Breiten der nördlichen Hemisphäre, ein langfristiger Abkühlungstrend von etwas mehr als 0,1 °C pro Jahrtausend, der bis in das 19. Jahrhundert anhielt und durch die gegenwärtige anthropogene globale Erwärmung beendet wurde. Ursache des Abkühlungstrends sind Änderungen der Erdbewegung relativ zur Sonne („orbitaler Strahlungsantrieb“, siehe Milanković-Zyklen), die zu verminderter Sonneneinstrahlung im Norden geführt haben. Wachsende Schnee- und Eisbedeckung sowie Änderungen der Vegetation lassen durch Rückkopplungen, wie etwa eine Eis-Albedo-Rückkopplung, den langfristigen Abkühlungstrend besonders im Norden sichtbar werden. Schwankungen der Sonnenaktivität und Vulkaneruptionen, die das Klima vorübergehend kühlen, sowie interne Variabilität des Klimasystems überlagern diesen langfristigen Trend und führen zu regional unterschiedlichen Klimaschwankungen im Zeitraum von Jahren und Jahrzehnten.
Einige der spärlich vorhandenen globalen Rekonstruktionen ließen auf eher warme Verhältnisse bis in das 5. Jahrhundert n. Chr. hinein schließen, als mögliche Ursachen wurden geringe vulkanische Aktivität und eine vergleichsweise hohe solare Intensität genannt. Jüngere, Ende der 2010er Jahre veröffentlichte Rekonstruktionen, die die letzten 2000 Jahre umfassen, beziehen eine größere Zahl Klimaproxys ein und erlangen eine bessere globale Abdeckung. Eine globale römische Warmzeit ist in ihnen nicht erkennbar. Eine Rekonstruktion der Temperaturen der letzten 2000 Jahre nördlich 30°N zeigt deutlich eine wärmere Periode von 0–300 n. Chr., die etwa 0,1 °C höher als das Mittel der Jahre 1961–1990 war, aber wahrscheinlich niedriger als 1990–2010.
Die Eruption des Okmok, Alaska, zu Anfang des Jahres 43 v. Chr., einer der stärksten Vulkanausbrüche der letzten 2500 Jahre, hat wahrscheinlich eine einige Jahre anhaltende deutliche Abkühlung bewirkt; im Mittelmeerraum könnte sie, einer 2020 veröffentlichten Modellrechnung zufolge, durchschnittliche 3 °C betragen haben.

### Europa und Mittelmeerraum

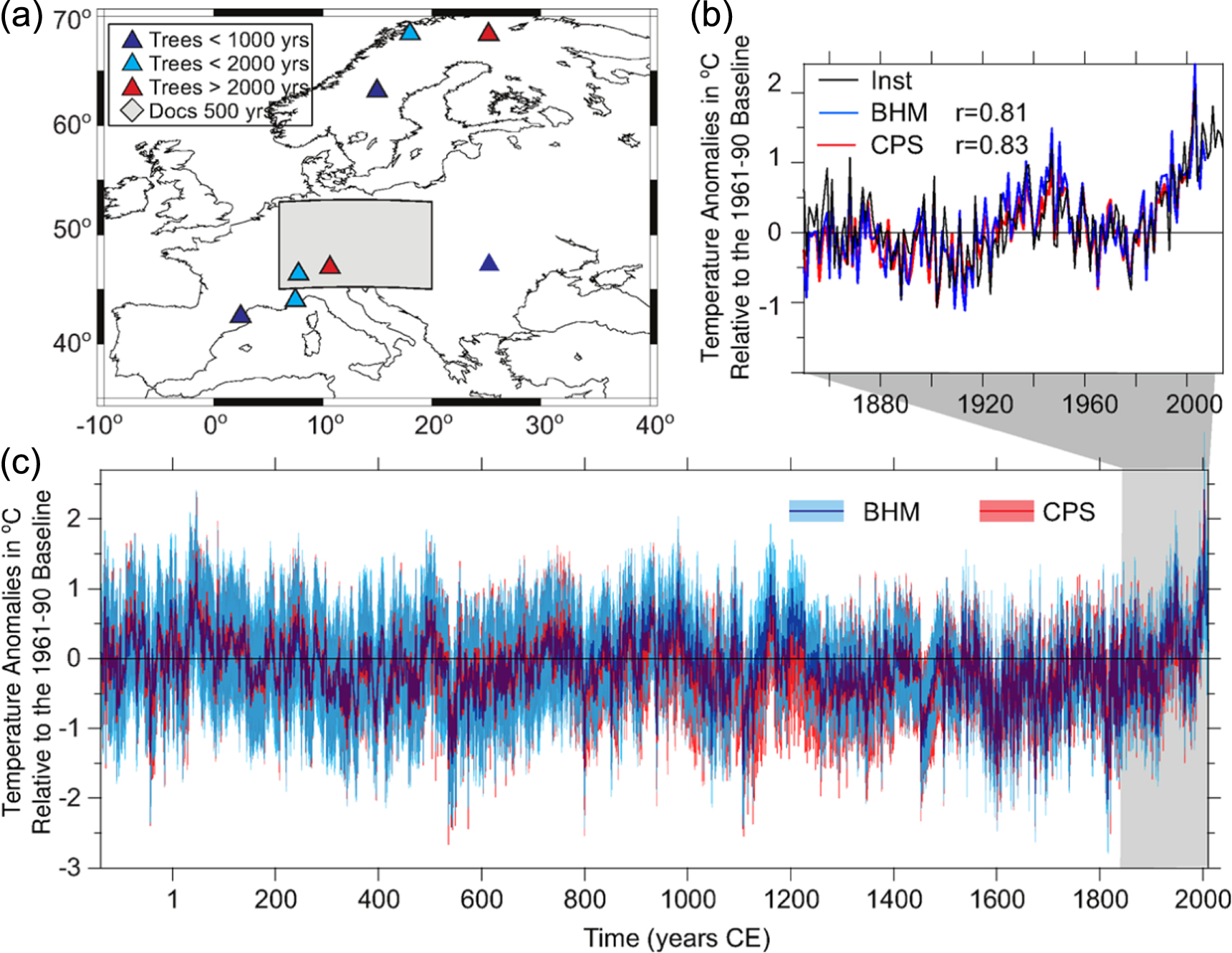
Anomalien der Sommertemperaturen in Europa, 138 v. Chr. – 2003 n. Chr.

In Europa war es wahrscheinlich eher warm, aber nicht zu trocken. Die Temperaturen waren danach ähnlich wie die des 20. Jahrhunderts, nördlich der Alpen vielleicht etwas wärmer, jedoch nicht so warm wie gegenwärtig (1986–2015). Rekonstruktionen aus Baumringen zeigen in Europa in den Jahren 21–80 n. Chr. Sommertemperaturen, die deutlich über denen der Jahre 1971–2000 lagen. Hierbei gilt es zu beachten: Daten aus Baumringen eignen sich zwar für die Rekonstruktion absoluter Temperaturen, sind aber lediglich Schätzungen, je nach Modellierung und Kalibrierung.
Die Rekonstruktion der hydrologischen Verhältnisse im Mittelmeerraum zeigt ein komplexes, regional und zeitlich differenziertes Bild des ersten und zweiten Jahrhunderts. Anatolien und der Nordwesten der Levante, der Nordosten der Iberischen Halbinsel und Norditalien könnten durchgehend trockener gewesen sein als der Durchschnitt des ersten Millenniums, Palästina feuchter, im Westen der Iberischen Halbinsel und auf Sizilien könnte es feuchter, im westlichen Zāgros-Gebirge trockener geworden sein. Für den Balkan ergibt sich kein klares Bild.
Als mögliche Ursache für regionale Klimaänderungen kommen, neben vulkanischer und solarer Aktivität, auch Änderungen von Zirkulationsmustern und anthropogene Einflüsse in Frage. Landnutzungsänderungen könnten eine Erwärmung in Teilen Nordafrikas und des Mittleren Ostens erklären, Aerosolemissionen eine Abkühlung in Zentral- und Osteuropa.

## Folgen
Für den Nachweis eines Klimaeinflusses auf geschichtliche Ereignisse und Prozesse sind zumeist Rekonstruktionen erforderlich, die Temperatur, Niederschlag und andere Klimadaten auf einzelne Jahre genau angeben. Diese sind jedoch, besonders für die Region des Römischen Reiches, bislang nur spärlich vorhanden. Viele Forscher sehen die Bedeutung von Klima und anderen Umweltfaktoren für die Geschichte der römischen Zeit als in Archäologie und Geschichtswissenschaft unterbewertet an, warnen zugleich aber vor einer Überbewertung (→ Klimadeterminismus).
Edward Gibbon sah in seinem 1776–1789 veröffentlichten The History of the Decline and Fall of the Roman Empire den römischen Geschichtsabschnitt vom Tod Domitians (96 n. Chr.) bis zur Alleinherrschaft von Commodus (180 n. Chr.) als „glücklichste und blühendste“ Zeit der Menschheit an. Immer wieder wurden die damaligen Klimaverhältnisse der Region in Verbindung mit der römischen Kaiserzeit (27 v. Chr.–284 n. Chr.) und besonders diesen Geschichtsabschnitt gebracht.
Die Landwirtschaft war der wichtigste römische Wirtschaftssektor. Es gab einen schwunghaften Handel mit Agrargütern im Mittelmeerraum. Maßgeblich für die Produktivität war u. a. in Nordafrika und der Levante die Verfügbarkeit von Wasser, in Zentral- und Nordwesteuropa und anderen Regionen waren es die Sommertemperaturen. Die überwiegend warmen und feuchten Bedingungen waren in großen Teilen des Imperiums günstig. Die Versorgung der wachsenden Bevölkerung gelang weitgehend.
Der Rückgang der Alpengletscher verbesserte die Passierbarkeit der Alpenpässe und erleichterte die Eroberung und Eingliederung von Gallien, Germania inferior, Germania superior, Raetia und Noricum in das Römische Reich. Ab 280 n. Chr. wurde Wein in Germanien und Britannien angebaut.
Auch in Nordeuropa stieg die Bevölkerungszahl. Zunehmend wechselhafte Klimaverhältnisse ab Ende des zweiten, Mitte des dritten Jahrhunderts werden in Verbindung mit Kriegszügen und Migrationsbewegungen der Zeit gebracht. Als Goten, Gepiden und Vandalen bezeichnete Krieger- und Volksgruppen begannen im 2. und 3. Jahrhundert, in den Süden vorzustoßen, erschlossen sich neue Herrschafts- und Siedlungsgebiete, zunächst im Raum der Karpaten und des heutigen Südrusslands.